# Kinh tế học tổ chức
Kinh tế học tổ chức (còn được gọi là kinh tế học của tổ chức; tiếng Anh: Organizational economics) liên quan đến việc sử dụng logic của phương pháp kinh tế để hiểu sự tồn tại, bản chất, thiết kế và hoạt động của các tổ chức, đặc biệt là các tổ chức được quản lý.
Kinh tế học tổ chức chủ yếu quan tâm đến những trở ngại đối với việc phối hợp các hoạt động bên trong và giữa các tổ chức (các công ty, liên minh, thể chế và thị trường nói chung).
Kinh tế học tổ chức được biết đến với sự đóng góp và sử dụng của nó trong:
- Lý thuyết chi phí giao dịch: chi phí phát sinh để tổ chức một hoạt động, đặc biệt là liên quan đến nghiên cứu thông tin, quan liêu, truyền thông, v.v.
- Lý thuyết cơ quan: tình huống khó xử liên quan đến việc đưa ra quyết định thay mặt, hoặc tác động đó, một người hoặc tổ chức khác.
- Lý thuyết hợp đồng: cách các tác nhân kinh tế sử dụng để xây dựng các thỏa thuận hợp đồng, nói chung là khi có thông tin bất đối xứng.

Các nhà lý thuyết và đóng góp đáng chú ý trong lĩnh vực kinh tế học tổ chức:
- Kenneth Arrow
- James March
- Herbert Simon
- Oliver Williamson
- Ronald Coase
- Bengt Holmström
- Oliver Hart
- Jean Tirole
- Joseph Stiglitz